# Новосельцы (Козинское сельское поселение)
Новосельцы — деревня в Смоленском районе Смоленской области России. Входит в Козинское сельское поселение. 

## География
Расположена на левобережном склоне реки Днепр, на восточной окраине города Смоленска (в 0,5 км от его центра), в 2 км южнее автодороги Р134 («Старая Смоленская дорога»: Смоленск — Дорогобуж — Вязьма — Зубцов). 
В 2 км к северо-востоку от деревни расположена железнодорожная станция Смоленск-Сортировочный на линии Москва — Минск.

## Население
| 2002 | 2010 | 2021  |
| ---- | ---- | ----- |
| 168  | ↗179 | ↗3555 |

По данным переписи населения в 2021 году население деревни составило 3555 жителей.
Рост численности населения обусловлен застройкой в юго-западной части территории деревни микрорайона с многоэтажными домами (жилой комплекс Новосельцы), который стал фактически пригородом Смоленска.